# Meloe escherichi
Meloe escherichi là một loài bọ cánh cứng trong họ Meloidae. Loài này được miêu tả khoa học năm 188b bởi Reitter.